# Оганесян, Давид (певец)
Давид Оганесян (рум. David Ohanesian; 6 января 1927, Бухарест, Румыния — 30 сентября 2007, Бухарест, Румыния) — румынский оперный певец (баритон), который вместе с Октавом Енигэреску и Николае Херля входил в золотую триаду величайших баритонов Румынии.
Он исполнил более 2000 оперных спектаклей и более 40 ролей, среди которых запоминающаяся роль Эдипа из оперы Джорджа Энеску «Эдип».

## Биография
Родился 6 января 1927 года в армянской семье из Бухареста. В семье всегда присутствовала музыка, отец играл на аккордеоне.
В 1948 году он поступил в консерваторию «Астра», а 1 ноября 1950 года поступил на работу в качестве солиста в Клужскую оперу. Затем стал солистом Бухарестской оперы.
С 1968 года, почти десять лет, он был солистом Гамбургской оперы.
За свою пятидесятилетнюю карьеру, Оганесян выступал на сценах Парижа, Вены, Москвы, Дублина, Стокгольма, Тель-Авива, Афин, Стамбула, Мюнхена и Гамбурга.
Также несколько раз появлялся в фильмах: «Тайны Бухареста» (1983), «Бирюзовое ожерелье» (1985) и «Я скучаю по тебе каждый день» (1987).
Скончался 30 сентября 2007 года в возрасте 80 лет от остановки сердца. Похоронен на Армянском кладбище.

## Достижения
- Орден «За заслуги перед культурой» III степени (1968);
- Орден «За заслуги перед культурой» II степени (1971);
- Национальный орден Звезды Румынии в звании командора (2000);
- Почётный доктор Музыкальной академии «Георге Дима» (1999) в Клуж-Напоке и университета «Овидиус» в Констанце (2006);
- Премия Союза армян Румынии (1994);
- Премия «Маэстро» на Гала-концерте музыкальных критиков за 2006 год;
- Почётный гражданин города Клуж (1994)[3].